# Gino Lizzero
Gino Lizzero (Mortegliano, 23 gennaio 1917 – Cividale del Friuli, 3 gennaio 2007) è stato un militare e partigiano italiano, tra i protagonisti della resistenza friulano, decorato con due medaglie d'argento al valor militare.

## Biografia
Richiamato nel 1941 nell'Esercito italiano,impegnato nell'invasione della Jugoslavia,  prestò servizio come ufficiale di complemento per l'esercito italiano decorato per l'eroismo con una prima Medaglia d'Argento al Valor Militare.
Dopo l'8 settembre 1943, rientrò a Cividale e si aggregò ai partigiani garibaldini del battaglione "Manara"divenendo pochi mesi dopo comandante del battaglione.
Partecipò alla conquista della Zona libera del Friuli Orientale, combattendo nelle battaglie per la liberazione di Nimis e per l'eliminazione dei presidi cosacchi di Vedronza e Ciseriis.
Dopo il trasferimento della Divisione Garibaldi "Natisone" in Slovenia, fu nominato Capo di stato maggiore di quella che, con i suoi 5.500 combattenti, si può considerare la più grande formazione partigiana della Resistenza italiana. La "Natisone" ebbe 1.500 Caduti, morti in battaglia, per il freddo, la fame, lo sfinimento.
Dopo la liberazione ricevette la una seconda Medaglia d'argento al Valor militare.
Nel dopoguerra fu tra i fondatori dell'ANPI friulana.